# Giulio Acquaviva d'Aragona
Giulio Acquaviva d'Aragona (Napoli, 1546 – Roma, 21 luglio 1574) è stato un cardinale italiano appartenente alla omonima famiglia nobiliare.

## Biografia
Nacque a Napoli nel 1546, secondo figlio di Giangirolamo Acquaviva, duca d'Atri e conte di Conversano, e di Margherita Pio.
Fu nipote del cardinale Giovanni Vincenzo Acquaviva d'Aragona e di Claudio Acquaviva, S.I., superiore generale della Società di Gesù. Fu inoltre fratello del cardinale Ottavio Acquaviva d'Aragona e del beato Rodolfo Acquaviva, S.I., martirizzato in oriente nel 1583. Fu anche prozio del cardinale Ottavio Acquaviva d'Aragona.
Si trasferì a Roma nel 1566 come ufficiale relatore del Supremo Tribunale della Segnatura Apostolica. Fu inviato in Spagna da papa Pio V per indurre re Filippo II a conservare la giurisdizione e l'immunità ecclesiastica attaccate dai ministri di Milano, che stavano generando gravi disturbi al cardinale Carlo Borromeo, arcivescovo della città. Portò a termine la sua missione guadagnando il compiacimento papale.
Papa Pio V lo elevò al rango di cardinale nel concistoro del 17 maggio 1570, con la diaconia di San Teodoro. Durante il suo breve cardinalato a Roma ebbe al suo servizio, forse per pochi mesi, Miguel de Cervantes.
Partecipò al conclave del 1572, che si concluse con l'elezione di papa Gregorio XIII.
Morì il 21 luglio 1574, all'età di ventotto anni. La sua tomba si trova nella Basilica Lateranense ed è stata realizzata da suo zio Matteo Acquaviva, arcivescovo di Cosenza.

## Ascendenza
|                                                         |                                                |                                                     | Genitori                                         |  |  | Nonni |  |  | Bisnonni                                                |  |  | Trisnonni                                             |  |
|                                                         |                                                |                                                     |                                                  |  |  |       |  |  | Andrea Matteo III Acquaviva d'Aragona, VIII duca d'Atri |  |  | Giulio Antonio I Acquaviva d'Aragona, VII duca d'Atri |  |
|                                                         |                                                |                                                     |                                                  |  |  |       |  |  | Andrea Matteo III Acquaviva d'Aragona, VIII duca d'Atri |  |  | Giulio Antonio I Acquaviva d'Aragona, VII duca d'Atri |  |
|                                                         |                                                | Caterina Orsini del Balzo, contessa di Conversano   |                                                  |  |  |       |  |  | Andrea Matteo III Acquaviva d'Aragona, VIII duca d'Atri |  |  |                                                       |  |
| Giannantonio Donato Acquaviva d'Aragona, IX duca d'Atri |                                                |                                                     |                                                  |  |  |       |  |  | Andrea Matteo III Acquaviva d'Aragona, VIII duca d'Atri |  |  |                                                       |  |
|                                                         |                                                | Isabella Todeschini Piccolomini d'Aragona           | Antonio Todeschini Piccolomini, IV duca d'Amalfi |  |  |       |  |  |                                                         |  |  |                                                       |  |
|                                                         |                                                | Isabella Todeschini Piccolomini d'Aragona           | Antonio Todeschini Piccolomini, IV duca d'Amalfi |  |  |       |  |  |                                                         |  |  |                                                       |  |
|                                                         |                                                | Isabella Todeschini Piccolomini d'Aragona           | Maria d'Aragona                                  |  |  |       |  |  |                                                         |  |  |                                                       |  |
| Gian Girolamo I Acquaviva d'Aragona, X duca d'Atri      |                                                | Isabella Todeschini Piccolomini d'Aragona           |                                                  |  |  |       |  |  |                                                         |  |  |                                                       |  |
|                                                         |                                                | Giovanni Battista Spinelli, I duca di Castrovillari | Troiano Spinelli, I barone di Summonte           |  |  |       |  |  |                                                         |  |  |                                                       |  |
|                                                         |                                                | Giovanni Battista Spinelli, I duca di Castrovillari | Troiano Spinelli, I barone di Summonte           |  |  |       |  |  |                                                         |  |  |                                                       |  |
|                                                         |                                                | Giovanni Battista Spinelli, I duca di Castrovillari | Maria Caracciolo                                 |  |  |       |  |  |                                                         |  |  |                                                       |  |
| Isabella Spinelli                                       |                                                | Giovanni Battista Spinelli, I duca di Castrovillari |                                                  |  |  |       |  |  |                                                         |  |  |                                                       |  |
|                                                         |                                                | Livia Caracciolo                                    | Tristano Caracciolo, signore di Ponte Albaneto   |  |  |       |  |  |                                                         |  |  |                                                       |  |
|                                                         |                                                | Livia Caracciolo                                    | Tristano Caracciolo, signore di Ponte Albaneto   |  |  |       |  |  |                                                         |  |  |                                                       |  |
|                                                         |                                                | Livia Caracciolo                                    | Beatrice Piscicelli                              |  |  |       |  |  |                                                         |  |  |                                                       |  |
| Giulio Acquaviva d'Aragona                              |                                                | Livia Caracciolo                                    |                                                  |  |  |       |  |  |                                                         |  |  |                                                       |  |
|                                                         | Lionello I Pio di Savoia, VII signore di Carpi | Alberto II Pio di Savoia, VI signore di Carpi       |                                                  |  |  |       |  |  |                                                         |  |  |                                                       |  |
|                                                         | Lionello I Pio di Savoia, VII signore di Carpi | Alberto II Pio di Savoia, VI signore di Carpi       |                                                  |  |  |       |  |  |                                                         |  |  |                                                       |  |
|                                                         | Lionello I Pio di Savoia, VII signore di Carpi | Agnese del Carretto                                 |                                                  |  |  |       |  |  |                                                         |  |  |                                                       |  |
| Alberto III Pio di Savoia, VIII signore di Carpi        | Lionello I Pio di Savoia, VII signore di Carpi |                                                     |                                                  |  |  |       |  |  |                                                         |  |  |                                                       |  |
|                                                         |                                                | Caterina Pico                                       | Gianfrancesco I Pico, conte di Concordia         |  |  |       |  |  |                                                         |  |  |                                                       |  |
|                                                         |                                                | Caterina Pico                                       | Gianfrancesco I Pico, conte di Concordia         |  |  |       |  |  |                                                         |  |  |                                                       |  |
|                                                         |                                                | Caterina Pico                                       | Giulia Boiardo                                   |  |  |       |  |  |                                                         |  |  |                                                       |  |
| Margherita Pio di Savoia                                |                                                | Caterina Pico                                       |                                                  |  |  |       |  |  |                                                         |  |  |                                                       |  |
|                                                         |                                                | Franciotto Orsini                                   | Orso Orsini, signore di Monterotondo             |  |  |       |  |  |                                                         |  |  |                                                       |  |
|                                                         |                                                | Franciotto Orsini                                   | Orso Orsini, signore di Monterotondo             |  |  |       |  |  |                                                         |  |  |                                                       |  |
|                                                         |                                                | Franciotto Orsini                                   | Constanza Savelli                                |  |  |       |  |  |                                                         |  |  |                                                       |  |
| Cecilia Orsini                                          |                                                | Franciotto Orsini                                   |                                                  |  |  |       |  |  |                                                         |  |  |                                                       |  |
|                                                         |                                                | Violante Orsini                                     | Pierfrancesco Orsini, signore di Bomarzo         |  |  |       |  |  |                                                         |  |  |                                                       |  |
|                                                         |                                                | Violante Orsini                                     | Pierfrancesco Orsini, signore di Bomarzo         |  |  |       |  |  |                                                         |  |  |                                                       |  |
|                                                         |                                                | Violante Orsini                                     | Giulia Beccaria                                  |  |  |       |  |  |                                                         |  |  |                                                       |  |
|                                                         |                                                | Violante Orsini                                     |                                                  |  |  |       |  |  |                                                         |  |  |                                                       |  |